# Thamnacris
Thamnacris is een geslacht van rechtvleugeligen uit de familie veldsprinkhanen (Acrididae). De wetenschappelijke naam van dit geslacht is voor het eerst geldig gepubliceerd in 1972 door Descamps & Amédégnato.

## Soorten
Het geslacht Thamnacris omvat de volgende soorten:
- Thamnacris pilar Varón, 2001
- Thamnacris subaptera Descamps & Amédégnato, 1972
- Thamnacris tuberculata Descamps & Amédégnato, 1972